# Ruslan Chagayev
Ruslan Shamilevich Chagayev (Andijan, 19 ottobre 1978) è un ex pugile uzbeko.

## Carriera

### Dai primi anni alla sfida con Valuev (1997-2007)
Soprannominato «The White Tyson» in riferimento all'omonimo atleta statunitense, avviò la carriera professionistica nell'estate 1997 conquistando contro Vladimir Virchis (11 marzo 2006) il titolo intercontinentale nelle versioni WBA e WBO: a tale successo fecero seguito l'ottenimento della cintura asiatico-pacifico contro Michael Sprott (15 luglio 2006) e una vittoria sul portoricano John Ruiz (18 novembre 2006).
Il 14 aprile 2007 pose termine all'imbattibilità di Nikolaj Valuev, uscendo vittorioso con una decisione maggioritaria che gli valse il titolo mondiale della WBA.

### Alterne fortune (2008-2011)
Respinti gli assalti di Matt Skelton (19 gennaio 2008) e Carl Davis Drumond (7 febbraio 2009), un'epatite gli precluse la rivincita con Valuev prevista a Helsinki il 30 maggio 2009.
Il 20 giugno successivo fallì contro Wladimir Klitschko l'occasione di riunificazione delle cinture, abbandonando il combattimento dopo la nona di 12 riprese: parimenti infruttuoso risultò il tentativo del 27 agosto 2011 contro Aleksandr Povetkin, in una sfida valevole per l'assegnazione del titolo vacante in versione WBA.
L'uzbeco riuscì a far suo il suddetto riconoscimento — dopo aver conseguito i titoli europeo e panasiatico a danno di Jovo Pudar il 5 ottobre 2013 — il 6 luglio 2014 prevalendo ai punti su Fres Oquendo.

### Gli ultimi incontri e il ritiro (2012-2016)
Impostosi agevolmente ai danni di Francesco Pianeta l'11 luglio 2015, il 5 marzo 2016 venne spodestato da Lucas Browne: la positività di quest'ultimo al doping non si tradusse nell'invalidazione del match, comportando tuttavia la restituzione dei gradi di campione a Chagaev.
Destituito a sua volta del titolo per una pendenza economica insorta con la WBA e risalente al 2014, nel luglio 2016 ufficializzò il proprio ritiro.